# 共愛学園前橋国際大学短期大学部
共愛学園前橋国際大学短期大学部（きょうあいがくえんまえばしこくさいだいがくたんきだいがくぶ、英語: Kyoai Gakuen Junior College）は、群馬県前橋市昭和町3-7-27に本部を置く日本の私立大学。1933年創立、1965年大学設置。大学の略称は共愛短大。

## 概観

### 大学全体
- 群馬県前橋市に所在する日本の私立短期大学で、設置主体は学校法人共愛学園[1]。
- 1965年 学校法人平方学園により明和女子短期大学として開学。1956年設置の明和生活学院の伝統を受け継ぎ、生活科学系の学科のみ設置された。開学から長らくは女子短期大学だったが、1999年に共学化され、校名も明和学園短期大学へと変更された。
- しかし、2015年度以降少子化などの影響により定員割れが続いており、2020年に共愛学園へ移管される計画が文部科学省へ申請され、翌年共愛学園前橋国際大学短期大学部となった[注釈 1]。明和学園短期大学が所有する土地・建物・図書などは共愛学園へ無償譲渡となり、学科・専攻・入学定員・学費などに変更はない[注釈 1]。移籍を希望する教職員は全員、共愛学園が雇用するという[注釈 1]。なお共愛学園には、共愛学園女子短期大学という2002年に廃止された短期大学があったが、これらの経緯のとおり全く別の短期大学である。
- 2025年度の入学生を最後に[注釈 2]、短期大学としての使命を終えることが決まっている。

### 建学の精神（校訓・理念・学是）
- 建学の精神[注釈 3]
  - キリスト教主義と「進取」の精神に基づき、人格を涵養し、自ら考え、切り拓いていく知恵と力を持ち、「共愛・共生」の精神を実践できる人材を育てることを目的とする。
- 教育理念[注釈 3]
  - 次代を担う人々が、自分の人生を自ら考え切り拓いて行く、知恵と力を育む場の提供とサポートをいたします。
- 教育目標[注釈 3]
  - 向上心を持つ人間の育成
  - 問題に立ち向かう人間の育成
  - コミュニケーション力のある人間の育成

## 沿革

### 平方学園時代
- 1933年
  - 平方裁縫女学校[注 3]が設置される[4]。
- 1951年
  - 3月5日 学校法人が成立する[5]。
- 1956年
  - 明和生活学院を設置[注 4]
- 1965年
  - 3月20日 左記を以て文部省[注 5]より短期大学の設置が認可される[注 6]。
  - 4月1日 明和女子短期大学（めいわじょしたんきだいがく）として以下の学科体制にて開学[8]。
    - 家政科 入学定員100名[注 7]

  - 5月1日 学生数[10]/定員
    - 家政科 143[注釈 4]/100
- 1966年
  - 5月1日 学生数[11]/定員
    - 家政科 353[注釈 4]/200
- 1985年
  - 5月1日 学生数[12]/定員
    - 家政科 240[注釈 4]/200
- 1986年
  - 5月1日 学生数[13]/定員
    - 家政科 246[注釈 4]/200
- 1987年
  - 5月1日 学生数[14]/定員
    - 家政科 296[注釈 4]/200
- 1991年
  - 4月1日 家政科の入学定員を100→150に増員[注 8]。
  - 5月1日 学生数[19]/定員
    - 家政科 388[注釈 4]/250
- 1992年
  - 5月1日 学生数[注 9]/定員
    - 家政科 377[注釈 4]/300
- 1999年　
  - 4月1日 明和学園短期大学と学名を変更し、男子の募集を開始する[22]。かつ家政科を生活学科に改組する[23]。
  - 5月1日 学生数[24]/定員
    - 生活学科 194[注 10]/300
- 2000年
  - 4月1日 生活学科を以下の通り専攻分離する[25]。
    - 生活専攻 入学定員100名[注釈 5]
    - 栄養専攻 入学定員50名[注釈 5]
- 2004年
  - 4月1日 生活学科生活専攻の入学定員を100→50に減員[注 11]。
- 2006年
  - 4月1日 以下については、この年度で学生募集を最終とする[注 12]。[注 13]。
    - 生活学科生活専攻[注 14]
- 2007年
  - 4月1日 生活学科に以下の専攻課程を新設する[注 15]。
    - こども学専攻

#### 共愛学園移管後
- 2021年
  - 4月1日 運営を同市内の学校法人共愛学園に移管し、名称を共愛学園前橋国際大学短期大学部に改称[35]。
- 2025年
  - 4月1日 この年度で短期大学としての学生募集を最終とする[注釈 2]。

## 基礎データ

### 所在地
- 群馬県前橋市昭和町3-7-27

### 象徴
- ホームページほか、右記資料も参照のこと[注 16]。

## 教育および研究

### 組織

#### 学科
- 生活学科
  - 栄養専攻 入学定員50名[1]
  - こども学専攻 入学定員50名[1]
  - 生活専攻 入学定員50名[注 17]

#### 取得資格について
資格
- 保育士：こども学専攻
- 栄養士：栄養専攻

教職課程
- 幼稚園教諭二種免許状：こども学専攻
- 栄養教諭二種免許状：栄養専攻[40]
- 中学校教諭二種免許状（家庭）がかつての生活専攻にて設置されていた[注 18]。

#### 附属機関
- 図書館：「東方館」と称した建物内にある。
- 明和学園短期大学付設幼稚園教員養成所が設置されていた。2007年生活学科こども学専攻への移行により廃止。

### 研究
- 『明和学園短期大学紀要』[42]
- 『明和学園短期大学食育研究紀要』[43]
- 『明和女子短期大学紀要』[44]
- 『共愛学園前橋国際大学短期大学部紀要』[45]

## 学生生活

### 部活動・クラブ活動・サークル活動
- 共愛学園前橋国際大学短期大学部には「Dance」・「アウトドアクッキング」・「トーンチャイム」等14サークルがある。。

### 学園祭
- 共愛学園前橋国際大学短期大学部の学園祭は「明星祭」と呼ばれ、毎年概ね11月に行われているイベントである。

### スポーツ
- 私大スポーツ大会に参加している。

## 施設

### 昭和町キャンパス
- 交通アクセス：JR両毛線前橋駅よりバスの便が運行されている。
- 本学の設置者が2021年に学校法人平方学園より学校法人共愛学園へ移管された経緯から、同法人が設置する共愛学園前橋国際大学や共愛学園中学校・高等学校などがある前橋市小屋原町のキャンパスからは直線距離で約9kmほど離れた場所に位置している。

### 学生食堂
- 学内にある。

### 寮
- 「たちばな」と称した学生寮が、短大キャンパスから少し離れた場所にあったが、2022年3月閉寮。

## 学校関係者と組織

### 学校関係者一覧

#### 出身者
- 久保田民絵（女優・声優）[46]

## 社会との関わり
- 地域社会との交流を深めるために「親子料理教室」や「管理栄養士受験講座」が実施されている。

### 卒業後の進路について

#### 就職について
- 生活学科
  - 生活専攻:群馬銀行・ぐんま信用金庫・みずほ信託銀行・日本生命保険・東京海上日動火災保険・清水建設・日本カーバイト工業・明治乳業・富士重工業ほか一般企業への就職者が多いものとなっている。
- こども学専攻：保育園、幼稚園、施設など保育士・幼稚園教諭二種免許状などを活かし就職している。
- 栄養専攻:在学時に取得した資格を活かして日清医療食品など一般企業や各種医療機関や社会福祉施設などに就職している。

#### 編入学・進学実績
- これまでの実績では和洋女子大学・徳島文理大学などがある。